# Distretto di Lefke
Il distretto di Lefke (in turco Lefke İlçesi) è un distretto de facto di Cipro del Nord. Appartiene de iure al distretto di Nicosia, di cui forma la parte occidentale.
È stato istituito nel 2016 dopo la separazione dal distretto di Güzelyurt.
Unico comune a farne parte è il capoluogo Leuka (Lefke in Turco).